# Тамбовка (Саргатский район)
Тамбо́вка — деревня в Саргатском районе Омской области. Входит в состав Верблюженского сельского поселения.

## История
Основана в 1918 году. В 1928 году хутор состоял из 21 хозяйства, основное население — русские. В административном отношении находился в составе Верблюженского сельсовета Любинского района Омского округа Сибирского края.

## Население
| 2010 |
| ---- |
| 185  |

## Улицы
- ул. Зелёная,
- ул. Тарская,
- ул. Хуторская,
- ул. Центральная,
- ул. Школьная.